# مشكور (بوجطاط)
مشكور هو دُوَّار يقع بجماعة بني حذيفة، إقليم الحسيمة، جهة طنجة تطوان الحسيمة في المملكة المغربية. ينتمي الدوّار لمشيخة بوجطاط التي تضم 3 دواوير. يقدر عدد سكانه بـ 913 نسمة حسب الإحصاء الرسمي للسكان والسكنى لسنة 2004.

## روابط خارجية
- البوابة الوطنية للجماعات الترابية نسخة محفوظة 12 مارس 2018 على موقع واي باك مشين.
- المندوبية السامية للتخطيط